# Paul Konerko
Paul Henry Konerko (Providence, Rhode Island, 5 de marzo de 1976), más conocido como Paul Konerko, es un exjugador profesional estadounidense de béisbol que se desempeñó en la posición de primera base en las Grandes Ligas de Béisbol (MLB). Logró obtener el premio MVP (jugador más valioso de la Serie de Campeonato de la Liga).

## Carrera
Konerko jugó como profesional dos temporadas en Los Angeles Dodgers (1997-1998), después pasó a Cincinnati Reds (1998), luego a Chicago White Sox, donde jugó 16 temporadas (1999-2014), y fue el equipo en el que se retiró.

## Premios
Fue galardonado con el MVP (jugador más valioso de la Serie de Campeonato de la Liga) en una oportunidad (2005).